# Ernst Geuder
Ernst Geuder (* 4. September 1884 in Berlin; † 31. August 1970 in Recklinghausen) war ein deutscher Rennfahrer, Sportjournalist und Mitbegründer des ADAC. Er gehörte zu den Pionieren des Motorradfahrens.

## Leben
Ernst Geuder wurde am 4. September 1884 in Berlin geboren und wuchs in der naheliegenden Kleinstadt Werneuchen auf. Schon von klein auf begeisterten ihn alle technischen Maschinen und Berichte über maschinenbetriebene Fortbewegungsmittel. Auch faszinierten Geuder die Hochräder der damaligen Zeit, die sein Vater jedoch, wie viele andere auch, als „Seelenverkäufer“  empfand und ihm daher das Fahren solch eines Hochrades verbot. Erst als sich die „Rover“ mit Luftbereifung durchsetzten, konnte Geuder seinen Vater davon überzeugen ein Fahrrad anzuschaffen. Trotz Kleinrad blieb die Sehnsucht nach schnelleren Fahrzeugen, die nach der Jahrhundertwende im Jahre 1901 endlich erfüllt wurde, als Geuder das erste Mal auf einem Motorrad saß.
Noch im hohen Alter von über 75 Jahren wart es für Ernst Geuder in den 1960ern unvorstellbar, auf ein motorisiertes Zweirad zu verzichten. So nahm er 1960 noch mit seiner Vespa an der „Internationalen Rallye Radiostadt Hilversum“ teil. Auch zog Geuder zu dieser Zeit durch die BRD und West-Berlin und hielt Vorträge über sein Leben als Motorradrennfahrer und präsentierte selbstgemachte Fotos der Motorräder des beginnenden 20. Jahrhunderts. Außerdem blickt Ernst Geuder in vielen selbstverfassten Texten auf sein Leben als Motorradfahrer zurück, wie zum Beispiel in diesem Zitat:
„Ein langes, dem Motorrad gewidmetes Menschenalter liegt nun hinter mir. Ich habe es erleben dürfen, wie aus dem ‚hässlichen Entlein‘ der Pionierjahre das chromblitzende, elegante Motorrad mit allem erdenklichen Komfort wurde, und noch heute ist es mir immer wieder ein großes Erlebnis, wenn ich auf mein Motorrad steige und mich auf große Fahrt begebe. Das Fahren darauf erlebe ich immer wieder wie eine Offenbarung, und es ist wie vor 60 Jahren für mich ein erhebendes Gefühl, wenn ich meine Maschine elegant in die Kurve lege und sie mir auf jeden Fingerdruck gehorcht. Dann tausche ich mit keinem Wagenfahrer, der von diesen Schönheiten des Motorradsportes meistens nichts ahnt!“
Am 31. August 1970 starb Ernst Geuder mit 85 Jahren in Recklinghausen, wo am 3. September 1970 die Trauerfeier in der Friedhofskapelle auf dem Nordfriedhof stattfand. Anschließend wurden seine sterblichen Überreste zur Einäscherung nach Bochum gebracht.
Der Nachlass von Ernst Geuder gelangte 1989 als Geschenk der Erben an das Landesarchiv NRW Abteilung Westfalen.

### Motorrad
Am 1. April 1901 saß Ernst Geuder im belgischen Lüttich-Herstal das erste Mal in seinem Leben auf einem Motorrad. Es war eine Versuchsmaschine der dortigen FN-Werke mit einem ¾-PS-Viertaktmotor über dem Vorderrad. Trotz aller anfänglicher Schwierigkeiten und Kinderkrankheiten der Motorräder der damaligen Zeit war ein Leben ohne Motorrad für Geuder von diesem Tag an nicht mehr vorstellbar. So kam es, dass er am 8. August 1903 in seiner Heimatstadt Werneuchen sein erstes Motorradrennen absolvierte. Die Rennstrecke führte in das 4,5 km entfernte Wegendorf und wieder zurück. Sein einziger Gegner und Sieger des Rennens war Hermann Mittenzwey. Diesem ersten Rennen sollten noch viele weitere und durchaus erfolgreichere Rennen folgen, zum Beispiel der Große Preis von Berlin am 5. Mai 1907 auf der Treptower Zementbahn, den Geuder gewann oder das Rennen der schweren Maschinen in Hannover am 31. Mai 1908, welches Geuder als Sieger und somit deutscher Meister beendete.
Am 20. März 1906 gründete Ernst Geuder zusammen mit dem Fahrradhändler Erich Hindenberg, dem Tierarzt Köppe, dem Zigarrenfabrikanten Paul Kühn und den Gebrüdern Nebel den Motorradclub Werneuchen 1906 e.V., welcher noch heute existiert.
Im Ersten Weltkrieg gehörte Geuder zunächst dem Militärischen Verstärkungskommando der kaiserlichen Automobil-Abteilung als Kraftfahrer an und wurde so in der Départementshauptstadt Charleville in Nordfrankreich stationiert. Ab 1917 zog man ihn, als einen der wenigen Offiziere, der Erfahrung mit Motorrädern hatte, zusammen mit Leutnant Hans Poppe aus Ahaus zum Aufbau der Armeekraftradabteilung 14 heran. Im lothringischen Mörchingen leitete Poppe damals die Reparaturwerkstatt und Geuder kümmerte sich um den Außendienst und die Ausbildung der neuen Kraftradfahrer. Ende Dezember 1917 wurde die Armeekraftradabteilung 14 nach Schlettstadt ins Elsass verlegt, wo Geuder mit einer kurzen Unterbrechung bis Kriegsende blieb. Unterbrochen wurde die Zeit in Schlettstadt durch eine Reise zum Zementbahnrennen im Juni 1918 in Chauny, welches zur Hebung der allgemeinen Stimmung der Soldaten an der Front veranstaltet wurde. Geuder wurde hier als Ehrengast angekündigt und gewann das Stundenrennen auf der extra für das Rennen geflickten Zementbahn.
Nach dem Krieg nahm Geuder wieder an Motorradrennen teil. Darunter auch das Stundenrennen auf der Zementbahn in Nürnberg-Reichelsdorferkeller im Juni 1920, bei dem es um die bayrische Meisterschaft ging. Bei diesem Rennen verunfallte Geuder durch eine Kollision mit dem Rennfahrer Thumshirn, der später an den Folgen des Unfalls verstarb. Auch Geuder wurde nach diesem Unfall fälschlicherweise für tot erklärt, was er auf dem Weg in sein Hotelzimmer erfuhr, da Extrablätter mit dieser Nachricht in Nürnberg verteilt wurden.

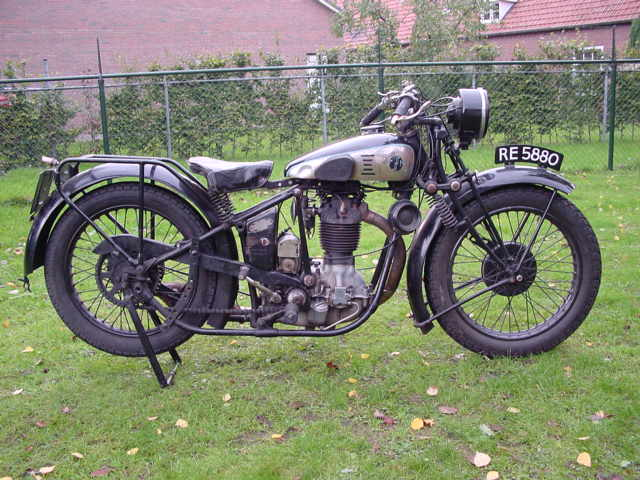
Mit einer ähnlichen Maschine fuhr Geuder Non-Stop von Berlin nach Lüttich

Weiteres Aufsehen verursachte Ernst Geuder mit seiner Non-Stop Fahrt von Werneuchen über Berlin nach Lüttich innerhalb eines Tages im Jahr 1928. Er startete mit seinem Freund, dem Kfz-Meister Reinhold Schmalle, am 19. Juli 1928 um 0:00 Uhr in Werneuchen und sie erreichten um 22:48 Uhr desselben Tages nach 964 km Fahrt das Hotel de l’Europe in Lüttich, in dem sie übernachteten. Mit dem Erfolg dieser Mission hatte niemand gerechnet:
„Der Gedanke, die für damalige Verhältnisse riesenhaft anmutende Strecke von Berlin nach Lüttich mit einem Motorrad in einer pausenlosen Fahrt an einem einzigen Tag zu bewältigen, hatte mich jahrelang beschäftigt. Er wurde jedoch sogar von den FN-Leuten ins Reich der Utopie verwiesen. Die Motorräder um die Mitte der 1920er-Jahre waren zwar maschinell bereits sehr leistungsfähig, aber sie waren noch durchweg mit Hochdruckreifen ausgerüstet, und meine Freunde hielten mir immer vor, dass kein Fahrer imstande wäre, die harten Stöße auf den damaligen, noch recht primitiven deutschen Landstraßen einen ganzen Tag lang auszuhalten, ganz abgesehen von den enormen körperlichen und geistigen Anstrengungen einer derartigen Fahrt.“

### Fliegerei
Im Jahr 1906 unternahm Ernst Geuder seinen ersten Flugversuch. Der damals 22-jährige Geuder wurde wegen seiner bekannten Leidenschaft für motorbetriebene Fortbewegungsmittel und der damit verbundenen Risikobereitschaft angefragt, ob er eine der beiden Maschinen des Flugtechnischen Vereins Berlin testen wolle. Der Versuch Geuders endete mit einer Bruchlandung, wurde jedoch von allen Anwesenden sehr bejubelt, da er unbewusst einen Looping geflogen war.
Als Geuder schon bestimmt 60 Flugkilometer absolviert hatte, bat ihn sein Schweizer Freund und Motorradkollege Edmond Audemars im Jahr 1911 mit ihm von Paris nach Berlin zu fliegen. Anreiz hierfür waren 50.000 Golfranken, die die Firma Michelin für den ersten Fernflug von Paris nach Berlin innerhalb eines Tages ausgesetzt hatten. Geuder stimmte zu und flog mit Audemars, nachdem dieser den ersten Teil der Strecke mit seinem Copiloten Colombo im Eindecker absolviert hatte, die letzten 475 km vom Flugplatz Herten bis zum Flugplatz Berlin-Johannisthal, wo sie von einer begeisterten Menge empfangen wurden.

## Auszeichnungen
- Ehrenmitglied des ADAC